# Crumomyia fimetaria
Crumomyia fimetaria – gatunek muchówki z rodziny Sphaeroceridae i podrodziny Copromyzinae.
Gatunek ten opisany został w 1830 roku przez Johanna Wilhelma Meigena jako Borborus fimetaria.
Muchówka o błyszczącym ciele długości od 2,5 do 3,5 mm. Głowa jej charakteryzuje się brakiem szczecinek zaciemieniowych oraz obecnością na każdym policzku oprócz wibrys jednej długiej dwóch szczecinki. Tułów cechują sternopleury bez opylenia oraz z krótkimi i oddalonymi od siebie włoskami, mezopleury bez poprzecznych pasów, a pteropleury z wyjątkiem tylnej krawędzi błyszczące. Skrzydła są w pełni wykształcone. Barwa odnóży jest czarna. Środkowa para odnóży ma grzbietową powierzchnię goleni zaopatrzoną w szczecinki dorsalne oraz rząd 3–6 szczecinek anterodorsalych. Tylna para odnóży pozbawiona jest szczecinek anterowentralnych pośrodku goleni. U samca para ta cechuje się ponadto brakiem dużego zęba u nasady uda i długich włosków na pierwszym członie stopy. Przednia i tylna para stóp samca ma na spodzie pierwszych członów haczyki.
Owad znany z Portugalii, Hiszpanii, Islandii, Irlandii, Wielkiej Brytanii, Francji, Belgii, Holandii, Niemiec, Danii, Szwecji, Norwegii, Finlandii, Szwajcarii, Austrii, Włoch, Polski, Litwy, Łotwy, Estonii, Czech, Ukrainy, Węgier, Serbii, Czarnogóry, Rumunii, Bułgarii, europejskiej części Rosji, Bliskiego Wschodu i wschodniej Palearktyki.